# نسطوریوس
نستوریوس  (یونانی: Νεστόριος؛ زاده ۳۸۶ میلادی - درگذشته ۴۵۱ میلادی) یک قدیس مسیحی بود وی از ۱۰ آوریل ۴۲۸ تا اوت ۴۳۱  اسقف اعظم کنستانتینوپل بود.